# Nobody's Diary
«Nobody's Diary» es el quinto y último disco sencillo del dueto inglés Yazoo, publicado en disco de vinilo de 7 y 12 pulgadas en 1983; el único desprendido de su segundo álbum You and Me Both.
Nobody's Diary es un tema escrito por la cantante del dúo Alison Moyet. Como lado B aparece el tema State Farm de Moyet y Vince Clarke, el cual además se incluyó solo en la edición americana de You and Me Both. Fue producido por Eric Radcliffe y publicado por Mute Records. Este sencillo trepó hasta el tercer puesto del ranking británico. Como los otros sencillos del dueto, a partir de 1996 se publicó en formato digital.

## Formatos
| 7 pulgadas 1. Nobody's Diary 2. State Farm 12 pulgadas 1. Nobody's Diary 2. State Farm | 12 pulgadas edición limitada 1. Nobody's Diary 2. Situation (re-recorded remix) CD 1. Nobody's Diary 2. State Farm |

## Edición 2008
Para 2008, el tema se publicó de nuevo, pero esta ocasión en forma de EP, como parte de los materiales lanzados con motivo del temporal reencuentro del dueto dentro del marco de la edición de la caja compilatoria In Your Room. Además, es el primer material de Yazoo publicado vía descarga digital de Internet. Este EP se ubicó en el puesto 100 del ranking británico.
Formatos
12 pulgadas
1. Nobody's Diary (Andy Bell and JC remix)
2. Nobody's Diary (original remastered)
3. Nobody's Diary (Koishii and Hush remix)

Descarga digital
1. Nobody's Diary (2008 digital remaster)
2. Nobody's Diary (Andy Bell and JC remix)
3. Nobody's Diary (Koishii and Hush remix)
4. Nobody's Diary (GRN's 12” remix)